# Emil Weber Meek
Emil Weber Meek (ur. 20 sierpnia 1988 w Tønsbergu) – norweski zawodnik mieszanych sztuk walki (MMA) wagi półśredniej. Walczył dla takich organizacji jak m.in. FEN, UFC, Ares FC czy KSW.

## Życiorys
Meek dorastał w Nesna, w Nordland, a później mieszkał w Mosjøen, Trondheim i Oslo. W 2009 roku rozpoczął swoją karierę w mieszanych sztukach walki (MMA) w nieistniejącym już klubie Trondheim Fight Gym. Obecnie prowadzi klub MMA razem z Thomasem Formo.

## Kariera MMA

### Wczesna kariera
Meek rozpoczął karierę w MMA jako amator, gdzie ustanowił niepokonany rekord (6-0).
12 marca 2011 stoczył pierwszą zawodową walkę przeciwko Magnusowi Frekmanowi. Meek pokonał Frekmana przez TKO po 45 sekundach pierwszej rundy. W swojej drugiej walce walczył z Mohammedem Abdallahem i przegrał przez TKO w pierwszej rundzie. Po tej porażce miał passę czterech zwycięstw z rzędu. Został nagrodzony prestiżową nagrodą Perspektywa Roku 2013 przez MMA Viking.
20 sierpnia 2016 roku zdobył tytuł organizacji Venator Fighting Championship w wadze półśredniej, pokonując Rousimara Palharesa przez nokaut w pierwszej rundzie. Norweg zatrzymał Palharesa serią ciosów i łokci w bok głowy, broniąc się przed próbą obalenia.

### UFC
10 grudnia 2016 roku zadebiutował w amerykańskiej organizacji Ultimate Fighting Championship, przeciwko powracającemu weteranowi, Jordanowi Meinowi na UFC 206. Wygrał walkę jednogłośną decyzją.
Oczekiwano, że w drugiej walce zmierzy się z Nordine Talebem 28 maja 2017 na UFC Fight Night 109. 12 maja Meek wycofał się z walki powołując się na kontuzję. Zastąpił go debiutujący w organizacji Oliver Enkamp.
30 grudnia 2017 na UFC 219 miał zawalczyć z Kamaru Usmanem, jednak walka została przełożona na przypadającą 14 stycznia 2018 roku galę UFC Fight Night: Stephens vs. Choi. Przegrał walkę jednogłośną decyzją.
22 lipca 2018 roku na UFC Fight Night 134 stoczył walkę z Bartoszem Fabińskim. Przegrał przez jednogłośną decyzję sędziów.
23 lutego 2020 roku na UFC Fight Night: Felder vs. Hooker zmierzył się z Jakiem Matthewsem. Przegrał walkę jednogłośną decyzją.
17 czerwca 2021 roku ogłoszono, że został zwolniony z UFC.

### Ares FC i KSW
Po odejściu z UFC miał zmierzyć się z Thibaultem Goutim na Ares FC 2 11 grudnia 2021, jednak Gouti wycofał się z walki i został zastąpiony przez Louisa Glismanna. W pierwszej rundzie został poddany dźwignią prostą na staw łokciowy
Później związał się z polską organizacją Konfrontacją Sztuk Walki. 10 września 2022 roku na KSW 74 zmierzył się Kacprem Koziorzębskim. Meek przełamał serię czterech porażek i zwyciężył przez TKO w drugiej rundzie.
17 grudnia 2022 na XTB KSW 77 w Arenie Gliwice miał stoczyć walkę z Andrzejem Grzebykiem, jednak w późniejszym czasie musiał wycofać się ze starcia z powodu kontuzji. Na jego miejsce wszedł Brazylijczyk, Oton Jasse.
W kwietniu 2024 roku za pomocą Instagrama poinformował fanów, że przechodzi na sportową emeryturę.

## Osiągnięcia

### Mieszane sztuki walki
- 2016: Mistrz Venator w wadze półśredniej[11]

## Lista walk w MMA
| Wynik     | Bilans   | Przeciwnik (bilans przed walką) | Rozstrzygnięcie                             | Runda | Czas | Rozgrywki                                            | Data       | Miejsce             | Uwagi                                                             |
| --------- | -------- | ------------------------------- | ------------------------------------------- | ----- | ---- | ---------------------------------------------------- | ---------- | ------------------- | ----------------------------------------------------------------- |
| Wygrana   | 10-6 (1) | Kacper Koziorzębski (8-4)       | TKO (łokcie w parterze)                     | 2     | 2:01 | KSW 74: De Fries vs. Prasel                          | 10.09.2022 | Ostrów Wielkopolski | Debiut w KSW.                                                     |
| Przegrana | 9-6 (1)  | Louis Glismann (8-2)            | Poddanie (dźwignia prosta na staw łokciowy) | 1     | 1:00 | Ares FC 2                                            | 11.12.2021 | Paryż               |                                                                   |
| Przegrana | 9-5 (1)  | Jake Matthews (15-4)            | Decyzja (jednogłośna)                       | 3     | 5:00 | UFC on ESPN+ 26: Felder vs. Hooker                   | 22.02.2020 | Auckland            |                                                                   |
| Przegrana | 9-4 (1)  | Bartosz Fabiński (13-2)         | Decyzja (jednogłośna)                       | 3     | 5:00 | UFC Fight Night: Shogun vs. Smith                    | 22.07.2018 | Hamburg             |                                                                   |
| Przegrana | 9-3 (1)  | Kamaru Usman (11-1)             | Decyzja (jednogłośna)                       | 3     | 5:00 | UFC Fight Night: Stephens vs. Choi                   | 14.01.2018 | Saint Louis         |                                                                   |
| Wygrana   | 9-2 (1)  | Jordan Mein (29-10)             | Decyzja (jednogłośna)                       | 3     | 5:00 | UFC 206                                              | 10.12.2016 | Toronto             | Debiut w UFC.                                                     |
| Wygrana   | 8-2 (1)  | Rousimar Palhares (18-6)        | KO (ciosy pięściami i łokciami)             | 1     | 0:45 | Venator FC 3: Palhares vs. Meek                      | 21.05.2016 | Mediolan            | Zdobył pas mistrzowski Venator FC w wadze półśredniej. Main Event |
| Wygrana   | 7-2 (1)  | Christophe Van Dijck (7-1)      | TKO (ciosy)                                 | 2     | 4:35 | Battle of Botnia 2015                                | 28.11.2015 | Umeå                |                                                                   |
| Wygrana   | 6-2 (1)  | Kai Puolakka (11-5)             | Poddanie (duszenie gilotynowe)              | 3     | 2:20 | Cage 32                                              | 23.10.2015 | Helsinki            | Co-Main Event                                                     |
| Przegrana | 5-2 (1)  | Albert Odzimkowski (7-2)        | TKO (ciosy)                                 | 1     | 3:30 | FEN 8: Summer Edition                                | 31.07.2015 | Kołobrzeg           | Co-Main Event                                                     |
| Nieodbyta | 5-1 (1)  | Piotr Danelski (3-0)            | No contest (zmiana werdyktu)                | 3     | 5:00 | Berserkers Arena 7: Exped Cup                        | 14.13.2015 | Szczecin            | Wynik zmieniony z powodu błędu sędziego.                          |
| Wygrana   | 5-1      | Per Franklin (6-2)              | TKO (cios)                                  | 2     | 1:40 | Superior Challenge 9                                 | 23.11.2013 | Goteborg            |                                                                   |
| Wygrana   | 4-1      | Tato Primera (4-1)              | TKO (ciosy)                                 | 1     | 0:50 | Strength and Honor Championship 8: Paraisy vs. Balde | 21.09.2013 | Genewa              |                                                                   |
| Wygrana   | 3-1      | Raymond Jarman (15-21-1)        | TKO (ciosy)                                 | 1     | ?    | European MMA 5: Frederiksberg                        | 19.04.2013 | Kopenhaga           |                                                                   |
| Wygrana   | 2-1      | Frodi Vitalis Hansen (7-5)      | TKO (ciosy)                                 | 1     | 1:00 | European MMA 4: Fight Time in Viborg                 | 02.03.2013 | Viborg              |                                                                   |
| Przegrana | 1-1      | Mohammed Abdallah (0-1)         | TKO (ciosy)                                 | 1     | 4:33 | Fighter Gala 25                                      | 12.05.2012 | Frederiksberg       |                                                                   |
| Wygrana   | 1-0      | Magnus Frekman (4-2)            | TKO (ciosy)                                 | 1     | 0:25 | Red Mist Promotions: Ultimate Rage 1                 | 12.03.2012 | Barnsley            |                                                                   |